# Kiddinx
Kiddinx (anciennement  Kiosk Audio Video Cassetten) est une entreprise allemande fondée en 1976 et basé à Berlin. Elle produit des dessins animés, de la musique et des jeux vidéo à destination des enfants.

## Licences
- Benjamin l'éléphant, depuis 1977
- Bibi, nom d'une sorcière (Bibi Blocksberg), depuis 1980
- Jan Tenner, 1980-1989, 2000-2002
- Tous en selle avec Bibi et Tina, depuis 1991
- Wendy, depuis 1994
- Plume, le petit ours polaire, depuis 2003